# Passió pel triomf
Passió pel triomf (títol original: The Cutting Edge) és una pel·lícula estatunidenca dirigida per Paul Michael Glaser, estrenada l'any 1992. Tony Gilroy, que una dècada després es faria mundialment famós per escriure la saga "Bourne", debuta com a guionista amb una història d'amor sobre gel. Dirigeix Paul Michael Glaser, conegut perquè va ser co-protagonista al costat de David Soul de la sèrie "Starsky & Hutch" en els anys setanta. Ha estat doblada al català.

## Argument
Doug, un jugador d'hoquei sobre gel, promesa dels Jocs Olímpics és víctima, durant un partit, d'un accident qui li fa perdre de manera irreversible una part de les seves facultats visuals.
Mentre desespera per no trobar el seu lloc en el món de l'hoquei, és contactat per l'entrenador d'una patinadora artística, Kate, el caràcter execrable de la qual ha fet fugir tots els precedents companys.
Després d'una primera entrevista glacial, els dos joves es llancen a un entrenament sense pausa que els hauria de portar als jocs olímpics.

## Repartiment
- D. B. Sweeney: Doug Dorsey
- Moira Kelly: Kate Moseley
- Roy Dotrice: Anton Pamchenko
- Terry O’Quinn: Jack Moseley
- Dwier Drown: Hal
- Chris Benson: Walter Dorsey
- Kevin Peeks: Brian

## Al voltant de la pel·lícula
El film ha tingut tres continuacions :
- The Cutting Edge: Going for the Gold de l'any 2006 relata les aventures de la filla de Doug i de Kate (Jackie Dorsey). El film va sortir en DVD després de la seva difusió a ABC Family.
- The Cutting Edge 3: Chasing the Dream de l'any 2008, difós sobre la cadena americana ABC Family on es retroba Jackie Dorsey que entrena joves patinadors.
- The Cutting Edge 4: Alexandra Delgado troba un nou company per patinar.
- The Cutting Edge 5 (...)